# Pestxani (Novoberezanski)
|  | Per a altres significats, vegeu «Pestxani». |

Pestxani (en rus: Песчаный) és un possiólok del krai de Krasnodar, a Rússia. El 2010 tenia 154 habitants. Es troba a la vora esquerra del riu Kirpili. És a 18 km al sud-oest de Korenovsk i a 43 km al nord-est de Krasnodar. Pertany al possiólok de Novoberezanski.